# Esanthelphusa phetchaburi
Esanthelphusa phetchaburi is een krabbensoort uit de familie van de Gecarcinucidae. De wetenschappelijke naam van de soort is voor het eerst geldig gepubliceerd in 1993 door Ng & Naiyanetr.